# Wellington (Ohio)
Wellington es una villa ubicada en el condado de Lorain en el estado estadounidense de Ohio. En el Censo de 2010 tenía una población de 4802 habitantes y una densidad poblacional de 477,11 personas por km².

## Geografía
Wellington se encuentra ubicada en las coordenadas 41°9′8″N 82°13′40″O / 41.15222, -82.22778. Según la Oficina del Censo de los Estados Unidos, Wellington tiene una superficie total de 10.06 km², de la cual 9.31 km² corresponden a tierra firme y (7.49%) 0.75 km² es agua.

## Demografía
Según el censo de 2010, había 4802 personas residiendo en Wellington. La densidad de población era de 477,11 hab./km². De los 4802 habitantes, Wellington estaba compuesto por el 95.77% blancos, el 1.23% eran afroamericanos, el 0.27% eran amerindios, el 0.44% eran asiáticos, el 0.02% eran isleños del Pacífico, el 0.5% eran de otras razas y el 1.77% pertenecían a dos o más razas. Del total de la población el 1.98% eran hispanos o latinos de cualquier raza.